# François II. de Tournon

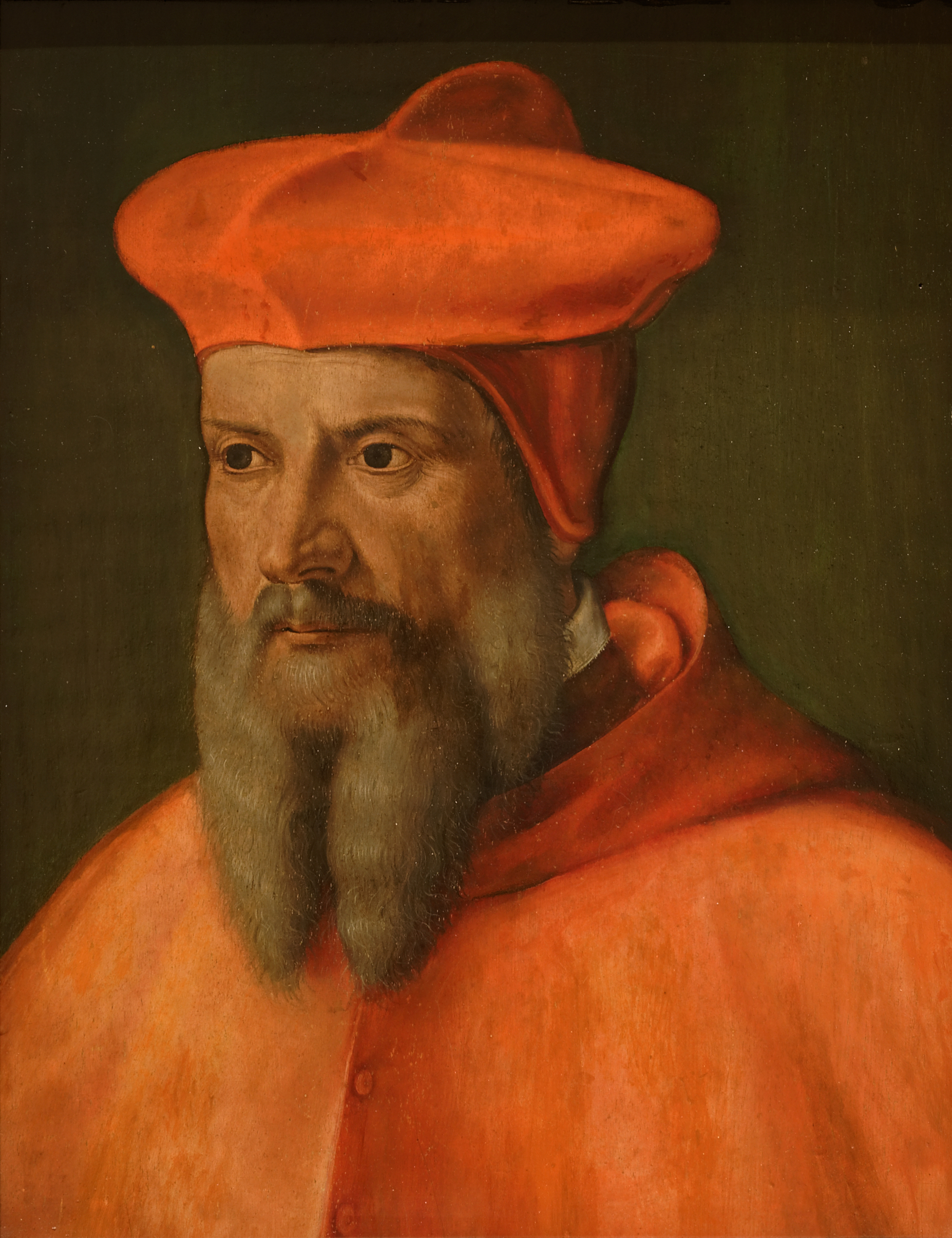
Kardinal François de Tournon

Kardinalswappen (moderne Nachzeichnung)

François II. de Tournon CRSA (* 1489 in Tournon-sur-Rhône; † 22. April 1562 in Saint-Germain-en-Laye) war ein französischer Geistlicher. Er war unter anderem von 1551 bis zu seinem Tod Erzbischof von Lyon.

## Leben
Seine Eltern waren Jacques de Tournon und Jeanne de Polignac. Er trat dem Orden der Augustiner-Chorherren bei, studierte an der Abtei Saint-Antoine de Viennois, deren Kommendatarabt er von 1509 bis 1512 war.
Papst Leo X. ernannte François de Tournon 1518 zum Erzbischof von Embrun. Der Erzbischof war 1525 an den Verhandlungen beteiligt, die zum Frieden von Madrid zwischen dem französischen König Franz I. und dem römisch-deutschen Kaiser Karl V. führten. Im Januar 1526 wurde er zum Erzbischof von Bourges berufen.
Am 9. März 1530 wurde François II. de Tournon von Papst Clemens VII. als Kardinalpriester von Santi Marcellino e Pietro ins Kardinalskollegium aufgenommen. Er reiste im Auftrag des Papstes nach England, um den dortigen König Heinrich VIII. am Bruch mit der römisch-katholischen Kirche zu hindern. Von Karl V. beeinflusst, exkommunizierte Clemens VII. König Heinrich letztlich. Kardinal de Tournon nahm 1534 am Konklave teil, das Paul III. zum Papst wählte. Dieser ernannte ihn 1538 zum Apostolischen Administrator des Erzbistums Auch. Dieses Amt hatte er bis etwa 1551 inne.
François II. de Tournon wurde 1542 Generalsuperior der Augustiner-Chorherren. Er versuchte ab 1547, den Einfluss der Jesuiten in Frankreich zu bekämpfen, und nahm 1549 bis 1550 am Konklave teil, das Julius III. zum neuen Papst wählte. Dieser ernannte ihn am 11. Mai 1551 zum Erzbischof von Lyon. Nach dem Tod von Papst Paul IV. im Jahr 1559 stand François II. de Tournon kurz davor, zu dessen Nachfolger gewählt zu werden. Unter dem schließlich gewählten Pius IV. war er ab 1560 Kardinaldekan.
Neben seinen kirchlichen Ämtern wurde er von König Heinrich II. in verschiedenen diplomatischen Missionen im Ausland eingesetzt. François de Tournon war der Bauherr des Schlosses in Roussillon, in dem zwei Jahre nach seinem Tod das Edikt von Roussillon unterzeichnet wurde.
François II. de Tournon wurde nach seinem Tod im April 1562 provisorisch in Saint-Germain-en-Laye beigesetzt, wo er gestorben war. 1720 wurde sein Leichnam in die Kapelle des Collège de Tournon überführt, das er 1536 gegründet hatte. Das Collège wurde später als Lycée Gabriel Faure bekannt, vor dem eine Bronzestatue von François de Tournon aufgestellt wurde.

## Collège de Tournon
Zum ersten Vorsteher der Einrichtung hatte de Tournon nach dessen Gründung 1536 Jean Pélisson (1500–1599) aus Condrieu ernannt, den Verfasser einer lateinischen Grammatik. Im Jahr 1552 wurde das Collège durch Papst Julius III. und König Heinrich II. von Frankreich zur Universität erhoben. Um das Eindringen des Protestantismus unter den Schülern der Anstalt zu verhindern, wurde deren Leitung 1561 den Jesuiten übertragen, woraufhin die Zahl der Studierenden bis auf 1800 anwuchs. Unter diesen befanden sich viele Ausländer. Im Jahr Die Bezeichnung Universität wurde der Einrichtung 1626 durch einen Parlamentsbeschluss abgesprochen. Die Jesuiten leiteten sie bis zur Aufhebung ihres Ordens in Frankreich im Jahre 1764. 1819 wurde das Collège durch Pater Verdet der Regierung übergeben und es wurde ein Teil der Université de France.